# Staog
Staog fut le premier virus informatique écrit pour le système d'exploitation GNU/Linux. Il fut découvert à l'automne 1996. La faille qu'il exploitait fut réparée peu après. Depuis sa première apparition, il n'a plus été détecté.
Staog était capable d'infecter Linux en dépit de la séparation des privilèges qui demandent aux utilisateurs et aux programmes, avant toute opération critique, de se connecter en tant qu'utilisateur root. Ce virus exploitait une faille du noyau pour rester en mémoire et infecter des fichiers exécutables.
Étant donné qu'il s'appuyait sur des problèmes de fond, que des mises à jour corrigèrent et que sa méthode de reproduction était incertaine, Staog disparut rapidement.
Staog fut écrit en assembleur par les hackers du groupe VLAD.

## Liens Externes
- (en) Staog information on F-Secures Website
- (en) Staog Virus: Linux-Kernel Archive

## source
- (en) Cet article est partiellement ou en totalité issu de l’article de Wikipédia en anglais intitulé « Staog » (voir la liste des auteurs).